# Günther Ortmann
Günther Ortmann (Lubań, 30 de novembro de 1916 - 10 de janeiro de 2002) foi um handebolista de campo alemão, campeão olímpico.
Fez parte do elenco campeão olímpico de handebol de campo nas Olimpíadas de Berlim de 1936.